# Mario Papi

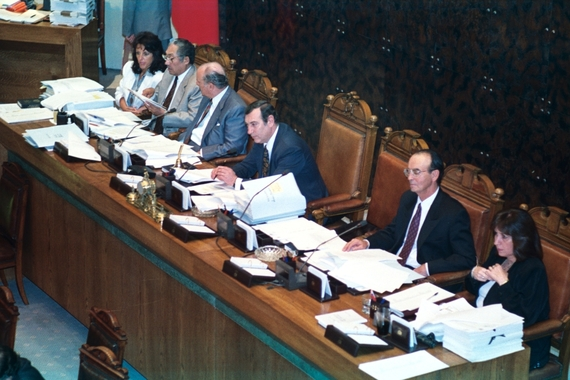
Mario Papi presidiendo una sesión del Senado en julio de 1992.

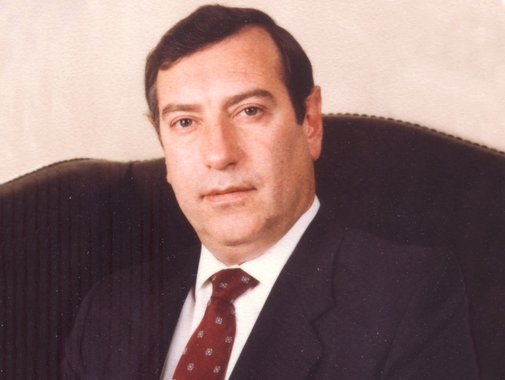
Mario Papi Beyer en 1994.

Mario Egidio Papi Beyer (Puerto Montt, 6 de septiembre de 1948-Santiago, 13 de mayo de 2012) fue un abogado, académico y político chileno, militante del Partido Radical Socialdemócrata, senador por la Undécima Circunscripción Senatorial, correspondiente a la región del Maule, entre 1990 y 1994.

## Biografía
Nació en Puerto Montt, el 6 de septiembre de 1948, hijo de Mario Papi Botti y Nely Beyer Bórquez. Era tío del niño desaparecido Rodrigo Anfruns.
Sus estudios los realizó en el Internado Nacional Barros Arana como un interno y sus estudios universitarios en la Facultad de Derecho de la Pontificia Universidad Católica de Valparaíso, titulándose de abogado el 9 de junio de 1980. Su tesis de pregrado se tituló La Concesión municipal. 

### Matrimonios e hijos
Casado en primeras nupcias con Claudia Musatadi Sibisa, con quien tuvo dos hijos. En segundo matrimonio se casó con Marta Parodi.

## Vida pública
Fue profesor en su alma mater desde 1972, en las cátedras de Derecho Internacional Público e Introducción al Derecho; en el DUOC de Valparaíso entre 1978 y 1979, en la cátedra de Introducción al Derecho; en la Universidad La República, en 1989; y en la Universidad Miguel de Cervantes, donde fue decano de la Facultad de Derecho.
En la actividad profesional, fue procurador de la Fiscalía del Banco del Estado, en Valparaíso, entre 1971 y 1980. Tras recibir su título de abogado, se dedicó al ejercicio libre de su profesión y fundó el estudio jurídico Papi & Kegevic Abogados Asociados.
Paralelamente, en el ámbito periodístico, entre 1981 y 1982, colaboró como columnista en el diario Las Últimas Noticias y el semanario Qué Pasa. Escribió además en El Mercurio de Valparaíso, La Segunda y en las revistas Hoy y Ercilla. Fue panelista estable de Radio Agricultura y Radio Portales.
Comenzó sus actividades en política en el INBA, siendo dirigente de la Federación de Estudiantes Secundarios de Chile (Fesech). En 1972 se incorporó al Partido Izquierda Radical, del cual llegó a ser presidente de la Juventud, subsecretario, secretario general y vicepresidente.
Fue elegido senador en las elecciones parlamentarias de 1989, como candidato independiente por el pacto Concertación de Partidos por la Democracia, por el período 1990-1994, representando a las provincias de Linares y Cauquenes (Región del Maule Sur). Integró la Comisión Permanente de Defensa Nacional y la de Transportes y Telecomunicaciones. Fue senador reemplazante en la Comisión Permanente de Minería y en la de Pesca y Acuicultura. No se presentó a la reelección en 1993, aunque intentó volver al Congreso como diputado, en 2001, sin éxito. 
El 18 de octubre de 1990 ingresó al Partido Socialdemocracia de Chile, que se disolvería en 1994; ese año se hizo militante del Partido Radical Socialdemócrata (PRSD).
Fue presidente de Televisión Nacional de Chile entre 2008 y 2010, y consejero del Consejo Nacional de Televisión entre 2004 y 2012. Formó parte del comité editorial del diario Cambio21, y en 2011 fue designado miembro del Consejo de Ética de los Medios de Comunicación de Chile. 
Falleció el 13 de mayo de 2012, a la edad de 63 años, producto de un avanzado cáncer. Una semana antes de fallecer, había publicado el libro de su autoría Política de Estado y Derechos Humanos.

## Historial electoral

### Elecciones parlamentarias de 1989
- Elecciones parlamentarias de 1989 a Senador por la Circunscripción 11, (Maule Sur)[9]

| Candidato                      | Pacto                          | Partido | Votos  | %     | Resultado |
| ------------------------------ | ------------------------------ | ------- | ------ | ----- | --------- |
| Sergio Onofre Jarpa Reyes      | Democracia y Progreso          | RN      | 55.811 | 35,16 | Senador   |
| Mario Papi Beyer               | Concertación por la Democracia | ILA     | 48.765 | 30,72 | Senador   |
| José Tomás Sáenz Saavedra      | Concertación por la Democracia | PH      | 35.534 | 22,39 |           |
| Rolando Rentería Medina        | Democracia y Progreso          | RN      | 8.854  | 5,58  |           |
| Aldo Dante Roncagliolo Taj-Taj | Liberal-Socialista Chileno     | ILE     | 6.809  | 4,29  |           |
| Atiliano Parada Castro         | Liberal-Socialista Chileno     | ILE     | 2.955  | 1,86  |           |

### Elecciones parlamentarias de 2001
- Elecciones parlamentarias de 2001 a Diputado por el Distrito 39, (Colbún, Linares, San Javier, Villa Alegre y Yerbas Buenas) [10]

| Candidato                | Pacto                          | Partido | Votos  | %     | Resultado |
| ------------------------ | ------------------------------ | ------- | ------ | ----- | --------- |
| Jorge Tarud Daccarett    | Concertación por la Democracia | PPD     | 33.067 | 41,75 | Diputado  |
| Osvaldo Palma Flores     | Alianza por Chile              | RN      | 23.363 | 29,50 | Diputado  |
| Luis Valentín Ferrada    | Alianza por Chile              | ILC     | 12.022 | 15,18 |           |
| Mario Papi Beyer         | Concertación por la Democracia | PRSD    | 6.401  | 8,08  |           |
| Moisés Castillo Castillo | Partido Comunista              | PC      | 2.188  | 2,76  |           |
| Williams Rebolledo Vera  | Partido Humanista              | PH      | 2.156  | 2,72  |           |